# Elizabeth Tollet
Elizabeth Tollet (Londres, 11 de març de 1694 - Westham, Essex, 1 de febrer de 1754) va ser una poeta matemàtica britànica. Elizabeth Tollet representa un exemple real de les dones intel·ligents que al segle XVIII es van haver de quedar a casa ofegant la seva curiositat, privades de la possibilitat de seguir els seus interessos per la investigació científica i la filosofia natural.

## Primers anys i formació
Era filla de George Tollet, que, observant la seva intel·ligència, li va donar una formació completa en llengües, història, poesia i matemàtiques. Tollet parlava amb fluïdesa l'italià i el francès i va aconseguir un domini del llatí que no era habitual per a les dones de la seva època. El cercle social dels Tollet incloïa Isaac Newton, que també la va animar a seguir la seva educació.

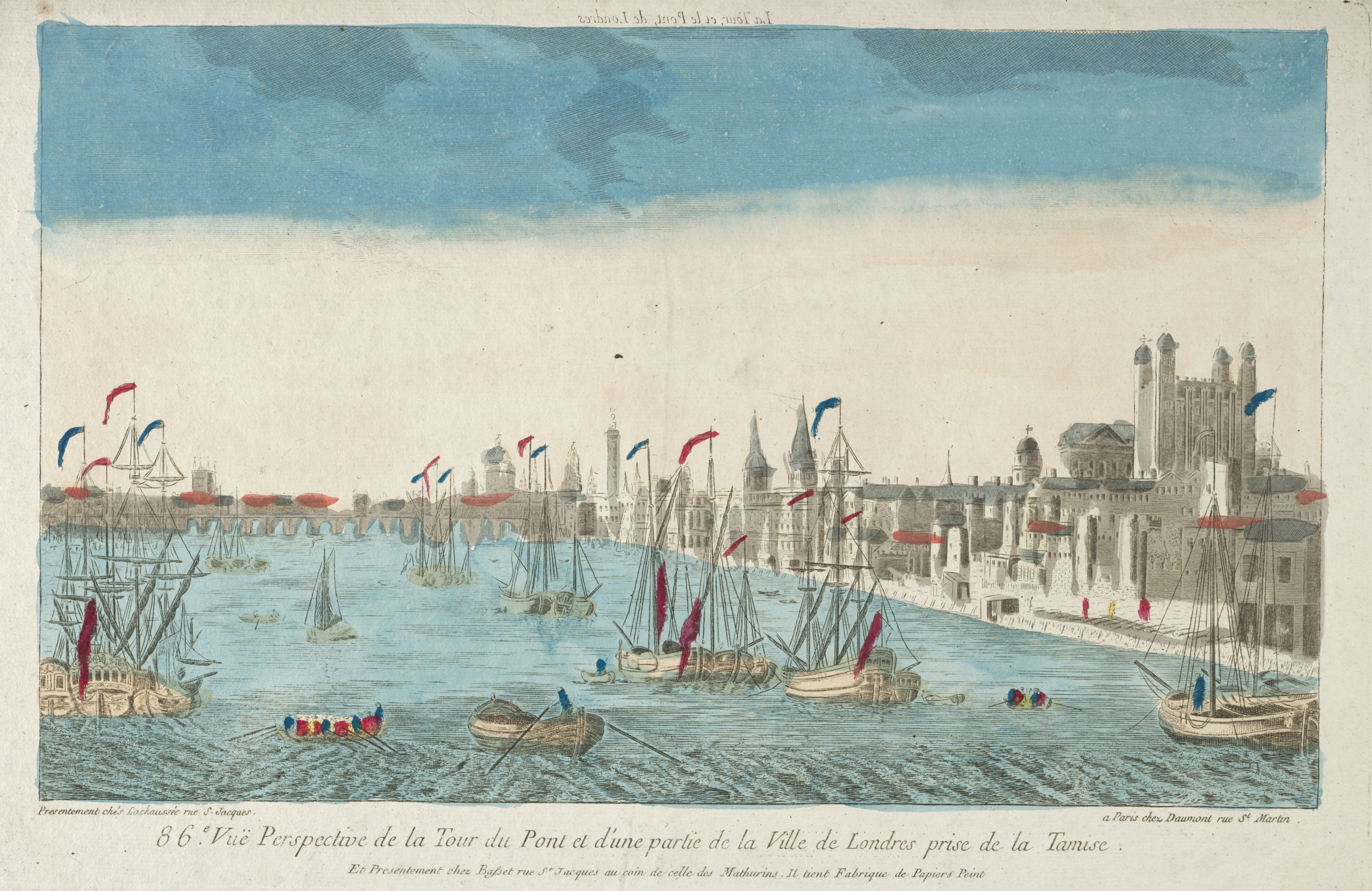
Vista de la Torre de Londres a començaments del s. XVIII

Tollet va créixer a la Torre de Londres, on el seu pare vivia com a comissari de la Marina Britànica. Es refereix a la Torre en diversos poemes i l'associa al seu confinament i frustració, per tal com li representa una imatge no només dels murs físics, sinó també de la torre metafòrica en què es troba, per les limitacions imposades a les dones per la societat.
Tollet va romandre soltera tota la vida. La seva mare va morir quan ella era petita i, sent la filla gran, hauria estat empesa a quedar-se a casa i tenir cura d'un pare vidu i dels seus germans.

## Obra
Les obres que ens n'han arribat són variades; va produir traduccions de temes clàssics, poesia religiosa i filosòfica i poemes que defensaven la implicació de les dones en l'educació i activitats intel·lectuals com la filosofia natural. Inusualment per a una dona del seu temps, la seva poesia també inclou imatges i idees matemàtiques i newtonianes. Part de la seva poesia imita el vers llatí d'Horaci, Ovidi i Virgili. En alguns dels seus poemes, Tollet parafraseja els Salms.
El conjunt dels seus poemes inclou poesia pastoral, religiosa i filosòfica, poemes sobre descobriments científics –potser amb l'afany de la divulgació–, epigrames i argumentació feminista...
El 1724 va publicar Poems on Several Occasions, que incloïa la seva Hypatia, un poema que ara es pot llegir com una protesta feminista, perquè apel·lant a la matemàtica grega, conté una sincera súplica pels drets femenins al llarg de gairebé 200 línies que destil·len l'amargura per un sistema que va permetre als homes privar les dones d'educació.
A la mort de Newton, el 1727, Tollet en va escriure una elegia, On the Death of Sir Isaac Newton.
Elizabeth Tollet va ser també una música experta. Entre les seves obres hi ha un 'drama musical' anomenat Susanna, o Innocence Preserv'd, per al qual devia compondre música, tot i que se n'ha perdut tot rastre.
Va morir el 1754 al poble de Westham, Essex, i hi està enterrada, a l'església de Tots els Sants.